# Nanoščica
Die Nanoščica ist ein Fluss in Slowenien.

## Verlauf
Die Nanoščica entsteht nahe der Ortschaft Brezje pod Nanosom. Die größten Zuflüsse sind die Bäche Podnanoščica (von links) und Karantan (von rechts), die beide zwischen den Ortschaften Velika Brda und Goriče münden. Die Nanoščica selbst mündet nahe Postojna in die Pivka.

## Naturschutz
Die Nanoščica fließt in einem sehr naturnahen, stark mäandrierenden Verlauf durch das Vogelschutzgebiet Nanoščica - porečje und das FFH-Gebiet Nanoščica.